# نورويل (ماساتشوستس)
نورويل (بالإنجليزية: Norwell, Massachusetts)‏ هي بلدة أمريكية تقع في الولايات المتحدة في Plymouth County. يقدر عدد سكانها بـ 10,506 نسمة ومساحتها 54.8 كم2 وترتفع عن سطح البحر 25 متر.

## أعلام
- جليسون ارتشر جونيور
- جان بريت